# Surround Me
|  | Denne artikel er oprettet af botten PalnaBot ud fra en ekstern database. Den kan derfor have sproglige fejl eller mangler. Denne skabelon kan fjernes efter kontrol af indholdet. |

Surround Me er en eksperimentalfilm fra 1999 instrueret af Karin Lind efter eget manuskript.

## Handling
En afsøgning af hverdagens rum, hvor hjemmets omgivelser reduceres til strukturer og overflader. De mest genkendelige elementer udelades, de stærkt redigerede billeder leder væk fra det velkendte og lader et næsten abstrakt billedforløb stå tilbage.